# Ulricehamnstunneln
Ulricehamnstunneln är en 400 meter lång tunnel väster om Ulricehamn på Riksväg 40 som är motorväg denna sträcka. Tunneln ingår i Riksväg 40s nya sträckning förbi Ulricehamn, som invigdes i oktober 2015.